# Montecristo (album)
Montecristo (sottotitolo: La città senza donne) è un album del cantautore italiano Roberto Vecchioni, pubblicato dalla Philips nel 1980.

## Descrizione
Il periodo di confusione discografica per Vecchioni continua: dopo un solo album (Robinson, come salvarsi la vita) pubblicato per la Ciao Records, torna alla Philips per incidere questo disco, ma la Ciao Records, appellandosi all'inadempienza del contratto, intraprende contro il cantautore una causa, che vince, ottenendo il ritiro dal commercio del disco e la distruzione dei master analogici originali, cosa che ha reso impossibile per molto tempo qualsiasi pubblicazione. Il 23 ottobre 2020 in occasione del 40º anniversario, viene ripubblicato lo storico album in vinile in edizione limitata numerata con artwork originale con busta esterna a tripla anta, busta interna e inserto con illustrazioni di Andrea Pazienza. L’album viene pubblicato per la prima volta anche in CD e in digitale (streaming e digital download). 

### Il singolo
Dall'album fu tratto il singolo a 45 giri Montecristo/La città senza donne (Philips, 6025 272).

### I brani
Rispetto al disco precedente, musicalmente vi è una svolta quasi rock, specialmente in alcuni brani come La strega, L'anno che è venuto e la title track. Le registrazioni furono effettuate negli Stone Castle Studios di Carimate, il tecnico del suono è Allan Goldberg.
I testi e le musiche sono tutti di Vecchioni, tranne che per La città senza donne e L'anno che è venuto (le cui musiche sono scritte da Vecchioni insieme a Mauro Paoluzzi) e Reginella (di cui è cantata, insieme ad Eugenio Finardi, solo una strofa ed il ritornello), celebre canzone napoletana scritta per il testo da Libero Bovio e per la musica da Gaetano Lama.
Al termine di quest'ultimo brano vi è la registrazione di un coro di bambini che recita alcuni versi della canzone popolare toscana E cinquecento catenelle d'oro, fatta conoscere al grande pubblico da Caterina Bueno; per la precisione si tratta dei versi:
...manca nella versione di Vecchioni la parola conclusiva, che è morte. Lo stesso brano è inciso ben oltre i solchi tradizionali. In questo modo si ottiene un effetto di suono distorto che si interrompe bruscamente, al momento dell'abbandono della puntina dal vinile o con lo spegnimento del giradischi (a seconda del tipo di riproduttore).

### Crediti
Le edizioni musicali delle canzoni sono di proprietà delle Edizioni Babajaga (tranne che per Reginella, edizioni musicali La Canzonetta), mentre gli arrangiamenti sono di Mauro Paoluzzi.
La copertina (che si apre in tre parti e raffigura il cantautore mentre tenta di scappare nudo da una torre), ideata da Michelangelo Romano e da Andrea Pazienza, è disegnata, come per il precedente album, dallo stesso Andrea Pazienza, così come i disegni interni e quelli della camicia. Nell'interno è presente una dedica: A Betta,  Eva (la mamma), Irene (la prima moglie), Francesca (la figlia primogenita), Gloria, Grazia e Theodora.

## Tracce
Lato A
1. La città senza donne - 3:34
2. Ciondolo - 9:06
3. Montecristo - 4:49
4. Reginella (e cinquecento catenelle d'oro) - 2:46

Lato B
1. L'anno che è venuto (via dalla pazza folla) - 4:34
2. Canzone da lontano - 3:45
3. La strega - 5:42
4. Madre - 4:43
5. La città senza donne (finale) - 2:07

## Formazione
- Roberto Vecchioni – voce
- Alessandro Centofanti – pianoforte (A1-A3, B4-B5), Fender Rhodes (A2)
- Mauro Paoluzzi – chitarra elettrica (A1, A3, B1-B2), chitarra acustica (A1-A2, A4, B2-B4), sintetizzatore (A1-A2, A4, B2), mandolino (A4), tastiera (B2, B5)
- Mike Fraser – pianoforte (A4, B1, B3), Fender Rhodes (B1), sintetizzatore (B1), organo Hammond (B4)
- Dino D'Autorio – basso (A1-A3, B2-B4)
- Walter Calloni – batteria (A1-A3, B2-B4), tamburello (A3)
- Massimo Spinosa – basso (B1)
- Beppe Sciuto – batteria (B1)
- Claudio Pascoli – sax (A3), fiati (A1, B3)
- Lucio Dalla – sax (B3)
- Eugenio Finardi - voce (A3-A4, B1)
- Antonello Venditti - voce (A3)